# Фіш-Рівер
Фіш-Рівер (афр. Visrivier, англ. Fish River, нім. Fischfluss) — річка у Намібії. Тече з гір Науклуфт до греблі Гардап, поблизу Марієнталя. Звідти потік повністю заблокований річище вниз за течією, наповнюється від приток що впадають нижче за течією від греблі. Потік річки сезонний; взимку річка може повністю висохнути. Незважаючи на це, річка, у своїй нижній течії, є місцем захоплюючого каньйону Фіш-Рівер, завдовжки 160 км, та завглибшки до 550 м.
Площа сточища — 54.326,103 км²
Фіш є найдовшою річкою Намібії, з найбільшим сточищем. Природна довжина річища становить 650 км. Так як Фіш протікає здебільшого через посушливі і пустельні райони (наприклад, Калахарі), то водою наповнюється вона лише періодично. Не судноплавна.
Фіш починається від злиття річки Ейнас з річкою Оніхаб. У міста Марієнталь, адміністративного центру області, на Фіш побудована найбільша в країні гребля Гардап, утворює водосховище з прісною водою. Річка має декілька приток.
На берегах Фіш розташовані міста Марієнталь, Гібеон і Зегейм. На південний захід від курорту Ай-Айс Фіш впадає у річку Оранжева, за 100 км до гирла Оранжевої на узбережжі Атлантичного океану.